# Tonband

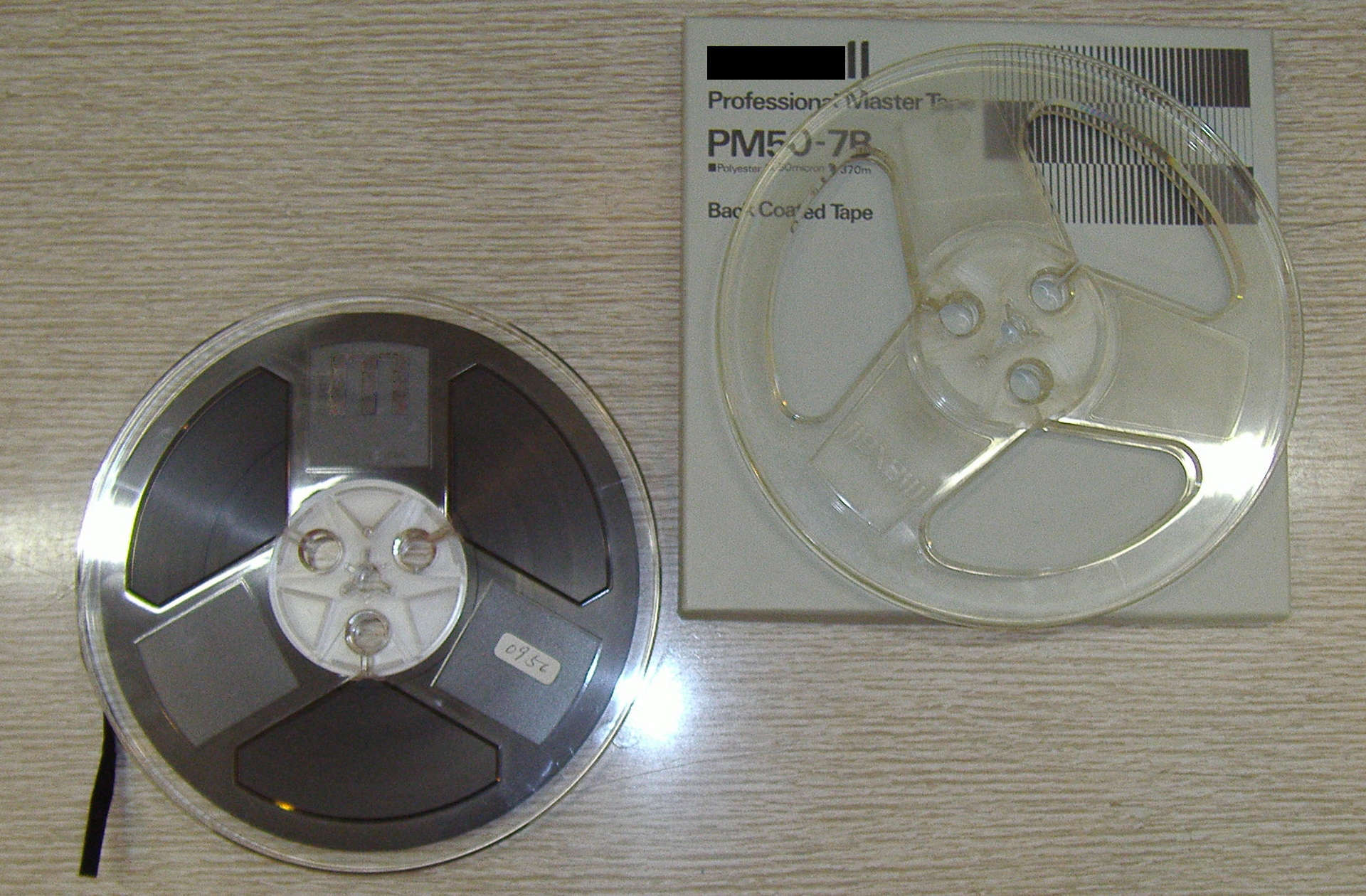
Tonband auf Spule

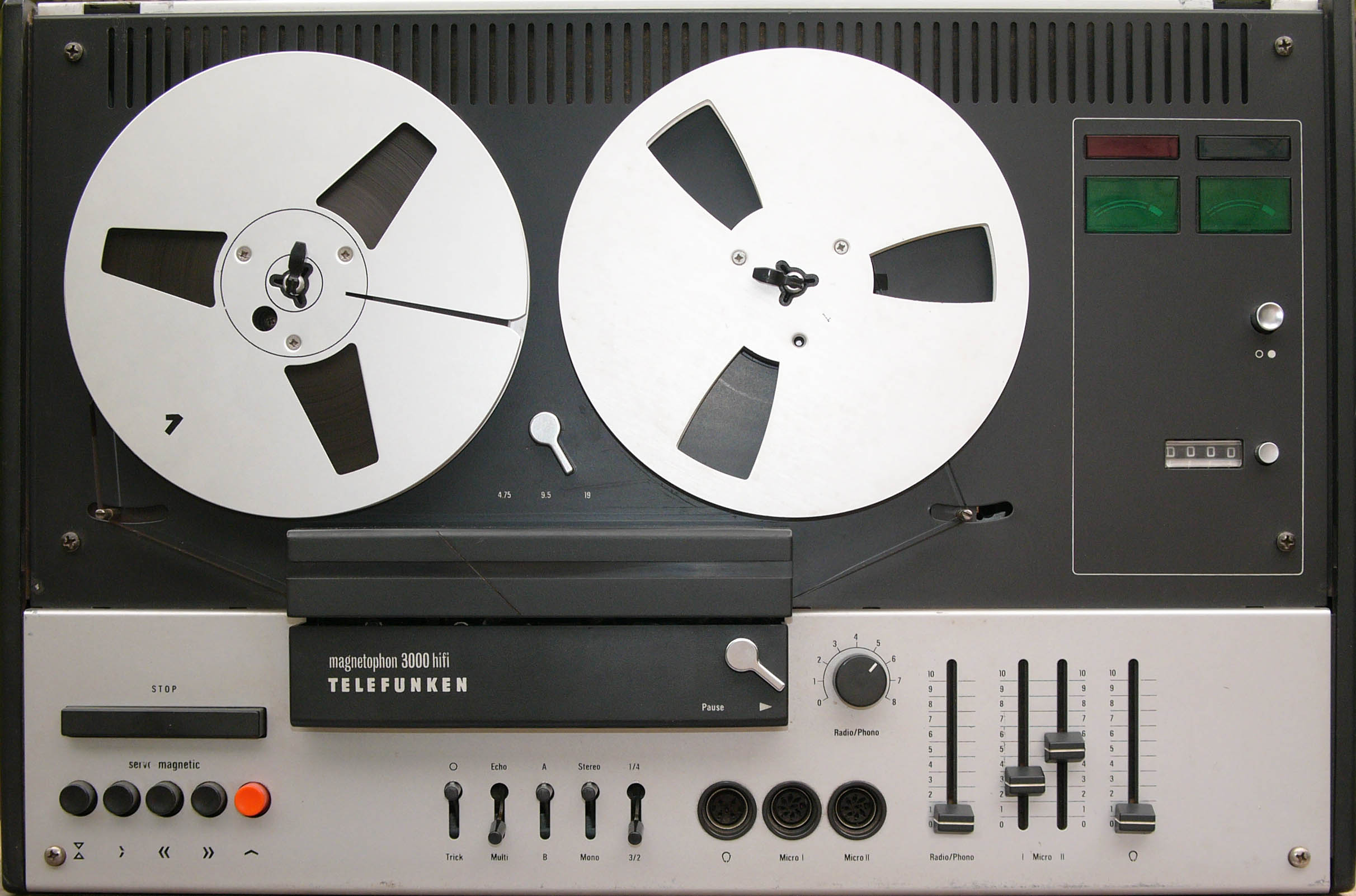
Tonbandspulen auf einem Telefunken Magnetophon 3000hifi Tonbandgerät (1973)

Ein Tonband (Magnettonband, Magnetband) ist ein mit analogen Daten bespielbarer Tonträger, der meist aus einem Kunststoffband besteht, das mit magnetisierbaren Stoffen (z. B. Eisen(III)-oxid-, Chromdioxid- oder Eisen-Pulver) beschichtet ist.

## Allgemeines
Seltener bestand das Tonband aus Stahlband oder einem Papierstreifen. Es dient in Wiedergabegeräten wie Audiorekordern (Tonbandgeräte, Anrufbeantworter, Diktiergeräte, Voice Recorder) als magnetisches Speichermedium für Audiosignale (Sprache, Musik, Geräusche).
Ähnliche Medien und Formate werden auch zur Videoaufzeichnung, als Massenspeicher für digitale Informationen und als Magnetstreifen in Geld- und Kundenkarten verwendet. Siehe dazu auch Magnetband.
Zur magnetischen Tonaufzeichnung auf Filmen siehe Magnettonverfahren.
Der Begriff wurde in der Umgangssprache auch als Kurzform für Spulentonbandgeräte verwendet.

## Geschichte

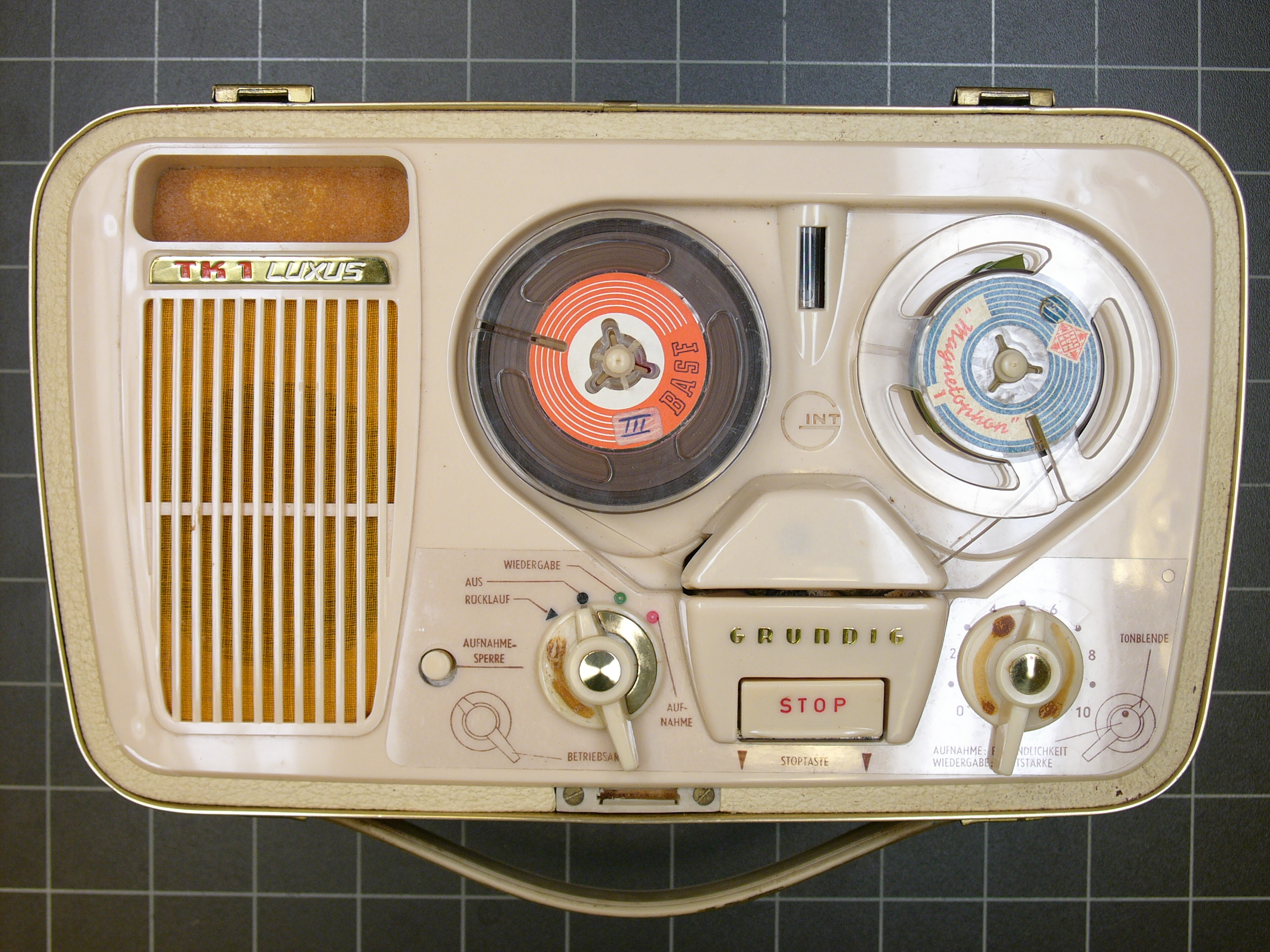
Tragbares Tonbandgerät aus den frühen 60er Jahren von Grundig

Als Träger für die magnetische Tonaufzeichnung diente zunächst Stahldraht. Das erste entsprechende Gerät und damit gleichzeitig das Grundprinzip der magnetischen Tonaufzeichnung erfand der dänische Telegrafen-Ingenieur Valdemar Poulsen 1899 und nannte es Telegraphon. Es funktionierte in der ursprünglichen Bauweise mit einer auf eine Walze gewickelten Klaviersaite, diente zur Speicherung von Telefonaten und erregte großes Aufsehen auf der Weltausstellung 1900 in Paris. Auch frühe Flugschreiber funktionierten mit Draht, siehe dazu auch Drahttongerät.

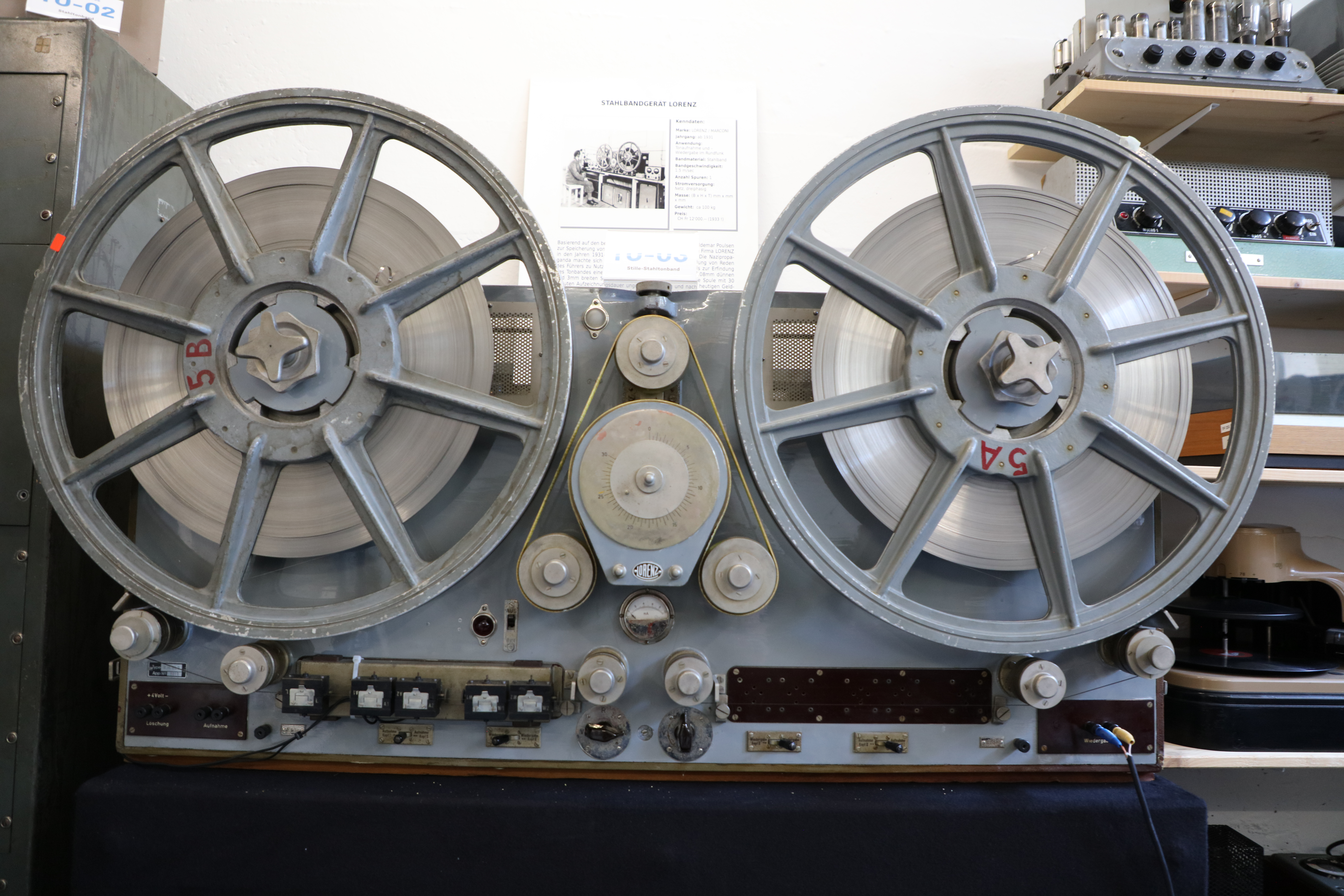
Lorenz Stahlton-Bandmaschine B.M.St.2

Das Ur-Tonband war ein Stahlband auf Spulen, das bereits vor dem Ersten Weltkrieg von Poulsen als Verbesserung seines Telegraphon entwickelt wurde. Ein ähnlicher Tonträger konnte auf der Marconi-Stahlbandmaschine bereits über einen speziellen Wiedergabekopf (Hörkopf HK) wiedergegeben werden.
Um das Jahr 1928 erfand der Deutsch-Österreicher Fritz Pfleumer in Dresden das Papier-Tonband. 1935/36 entwickelte die Badische Anilin- und Soda-Fabrik (BASF) in Ludwigshafen das erste Kunststoff-Tonband, das L-Typ-Band.
Die Allgemeine Elektricitäts-Gesellschaft (AEG) stellte 1935 in Berlin auf der 12. Großen Deutschen Funk-Ausstellung das weltweit erste Tonbandgerät Magnetophon K 1 der Öffentlichkeit vor.
Bei späteren Tonbandgeräten für Rundfunk- und Studioanwendung wurde das Band auf offenen Tellern oder auf Spulen (Spulentonbandgeräte) aufgewickelt. Für Heimanwender wurden später Kassettentonbandgeräte entwickelt. Die größte Verbreitung hatte dabei das Compact-Cassette-System von Philips.
Für Diktiergeräte und Anrufbeantworter wurden überwiegend kleinere Kassetten benutzt.
Der Begriff „Tonband“ wird oft synonym zu „Spulentonband“ – im Gegensatz zur „Compact Cassette“ – verwendet. Durch die immer stärkere Verbreitung der Compact Cassette auch als bespielte Musikkassette verlor das Spulentonband ab Ende der 1970er Jahre im Heimbereich immer mehr an Bedeutung, da die Handhabung der Compact Cassette wesentlich einfacher war: Man musste nicht mehr umständlich das Band einfädeln, sondern nur noch die Kassette in das Abspielgerät einlegen.
Später wurde die magnetische Aufzeichnung zunächst in Anrufbeantwortern und Diktiergeräten durch digitale Speicherung auf Microchips abgelöst. Ab Ende der 1990er-Jahre wurde mit der Verbreitung der CD-R die Compact Cassette wiederum von der Compact Disc (CD) als digitalem Tonträger abgelöst. Ein anderer digitaler Tonträger war die Minidisc. Mittlerweile können MP3-Player mittels interner Datenkomprimierung auch längere Aufzeichnungen in hoher Qualität ohne besonderen Tonträger speichern.
Aber auch heute finden sich noch Tonbandmaschinen im professionellen Einsatz, so beispielsweise in Musikstudios und auf Filmsets. Tonbandmaschinen sind außerdem noch bei der Komposition und Interpretation von Werken der elektronischen Musik im Einsatz.
Im Sprachgebrauch hält sich der Ausdruck „vom Band“ für Tonaufzeichnungen, die digital auf völlig anderen Medien gespeichert wurden, beispielsweise bei vorgefertigter Begleitmusik von Alleinunterhaltern oder bei exotischen Vogelgesängen, die in Gartencentern zu hören sind.

## Bandbreite und Spulengröße

Bandlauf eines Tonbandgerätes

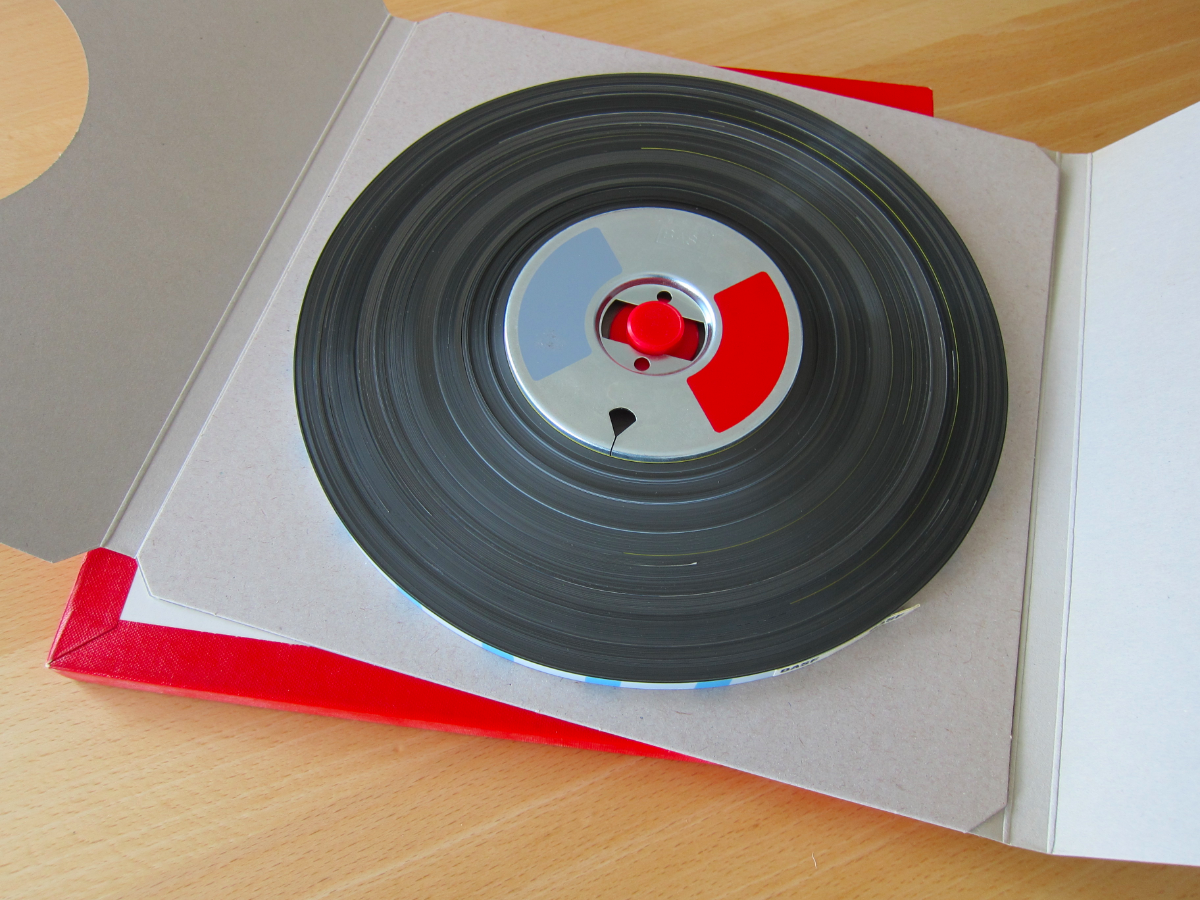
Freitragender Tonbandwickel auf einem Bobby (AEG-Wickelkern)

Die Breite des Bandes betrug bei den Pfleumerschen Versuchen anfänglich 16 mm (es wurden 16-mm-Filmspulen verwendet), später im Experiment ca. 10 mm, dann bei der AEG vor dem Zweiten Weltkrieg 6,5 mm. Nach Abtransport der deutschen AEG-Geräte in die USA wurde der 6,5-mm-Standard auf 1/4 Zoll (6,35 mm) geändert. Weiterhin wurde die magnetisierbare Seite (Schichtseite) des Bandes von außen nach innen verlegt, man spricht von „Internationaler Schichtlage“. Beim deutschen Rundfunk wurde öfter mit der Schichtlage außen („Deutsche Schichtlage“) und nur mit freitragenden Spulenwickeln auf einem „Bobby“ (AEG-Wickelkern) gearbeitet.
Bei der Kompaktkassette ist die Magnetschicht aus technischen Gründen (Lage der Schreib-/Leseköpfe) wieder außen angeordnet.
Seit dem Ende des Zweiten Weltkrieges beträgt die Bandbreite einheitlich 1/4" = 6,35 mm oder ein Vielfaches davon – bis hoch zu 2-Zoll-Bändern bzw. nur 0,15" (3,81 mm) bei der Kompaktkassette. Das Magnetband mit einer Länge von bis zu weit über 1000 Metern wird auf Spulen aufgewickelt.
Der Durchmesser der Spulen für die Magnetbänder reicht von 6 cm über 8, 10, 11, 13, 15, 18 und 22 bis 26,5 cm, in alten Rundfunkstudios und in den USA sogar bis 16" (etwa 41 cm). Der Ton wird auf einer oder auf mehreren Spuren gleichzeitig aufgezeichnet. Es gibt digitale 48-Spur-Geräte und analoge mit bis zu 64 Spuren.

## Bandgeschwindigkeit
Die Vorschub-Geschwindigkeit (Bandgeschwindigkeit) beim Betrieb beeinflusst die Aufnahmequalität. Bei geringerer Geschwindigkeit verändert sich unter anderem der Frequenzgang, deshalb besitzen Tonbandgeräte für jede Bandgeschwindigkeit eine individuelle Vorverzerrung bzw. Entzerrung. Die ursprüngliche Bandlaufgeschwindigkeit betrug 77 cm/s. Bei einer Bandlänge von 1000 Metern ergeben sich damit knapp 22 Minuten Aufzeichnungszeit. Der von der AEG gewählte Wert von 77 cm/s blieb für viele Jahre die Standardgeschwindigkeit im Rundfunkbereich. Als nach Kriegsende AEG-Magnetophone in die USA gelangten, orientierte man sich dort bei den ersten eigenen Modellen weitgehend an den AEG-Geräten. Die Umstellung von 50-Hz- auf 60-Hz-Wechselstromnetz (andere Motordrehzahl) und von den metrischen Maßen der AEG auf die in den USA üblichen Zoll-Maße ergab jedoch eine geringfügig niedrigere Bandgeschwindigkeit von 76,2 cm/s (gleich 30 Zoll pro Sekunde). Durch Verbesserung von Bandmaterial und Elektronik konnten die Geschwindigkeiten reduziert werden, wobei man diese jeweils halbiert hat. 76 cm/s werden nur noch für professionelle, sehr hochwertige Aufnahmen (Masterbänder in Tonstudios) verwendet. Beim Rundfunk legte man sich auf 38 cm/s und 19 cm/s fest. Bei Heimspulengeräten sind 9,5 cm/s sehr gebräuchlich. Diese Geschwindigkeit ist für die Aufzeichnung von Radiosendungen und Interviews ausreichend. Dabei haben die Bänder eine Spielzeit von ein bis zwei Stunden. Für reine Sprachaufnahmen bieten solche Geräte meistens auch 4,76 cm/s an. (Durch Halbierung der bereits gerundeten Werte wird häufig auch 4,75 cm/s angegeben.) Für höherwertige Aufnahmen nimmt man 19 cm/s. Bei Kompaktkassetten werden allgemein 4,76 cm/s verwendet. Weitere Geschwindigkeiten sind 2,38 cm/s (für Flugfunk- und Sitzungsaufzeichnungen sowie Dokumentationszwecke, Diktiergeräte), 1,2 cm/s bei Mikrokassetten für Sprachaufnahmen.
Im englischsprachigen Raum wird die Bandgeschwindigkeit oft in inch per second (ips, „Zoll pro Sekunde“) angegeben. 1 ips entspricht 2,54 cm pro Sekunde, also läuft beispielsweise ein typisches Heimspulengerät mit 3,75 ips.
Beim reinen Umspulen ohne Betrieb des Tonkopfes wird die Andruckrolle nicht an die Capstanwelle angedrückt, so dass das Band frei von einer Spule zur anderen laufen kann. Dabei werden wesentlich höhere Geschwindigkeiten erreicht.
Sowohl für den Betrieb mit Tonkopf als auch beim Umspulen muss sich das Band problemlos von der Abwickelspule ablösen und vor allem sauber auf der Aufwickelspule ansammeln, ohne dass beispielsweise Wellungen auftreten (bei zu hohem Zug durch die Aufwickelspule). Dabei hilft bei professionellem Bandmaterial eine spezielle Rückseitenbeschichtung der Bänder (Rückseitenmattierung). Dadurch sitzen die Bandwickel auch freitragend (ohne Spule) stabil auf dem Wickelträger (Bobby). Bei den Rundfunkbändern ist diese in einer Farbe gehalten (z. B. weiß), auf der man Schneidemarkierungen gut erkennen kann. Bei den seltener eingesetzten Endloskassetten hingegen wird eine gleitfähige Beschichtung (Graphitierung) eingesetzt. Dort gibt es nach den Verfahren von Bernard Cousino nur eine einzige Spule, von der gleichzeitig abgewickelt wird – und zwar aus dem Wickelzentrum – und außen wieder aufgewickelt wird; daher müssen die Bandlagen gegeneinander verschieblich sein. Dieses Verfahren verwendete die 8-Spur-Kassette und ihr Vorgänger am Markt, der Fidelipac/NAB-Cartridge.

### Farbgebung bei Vorspannbändern

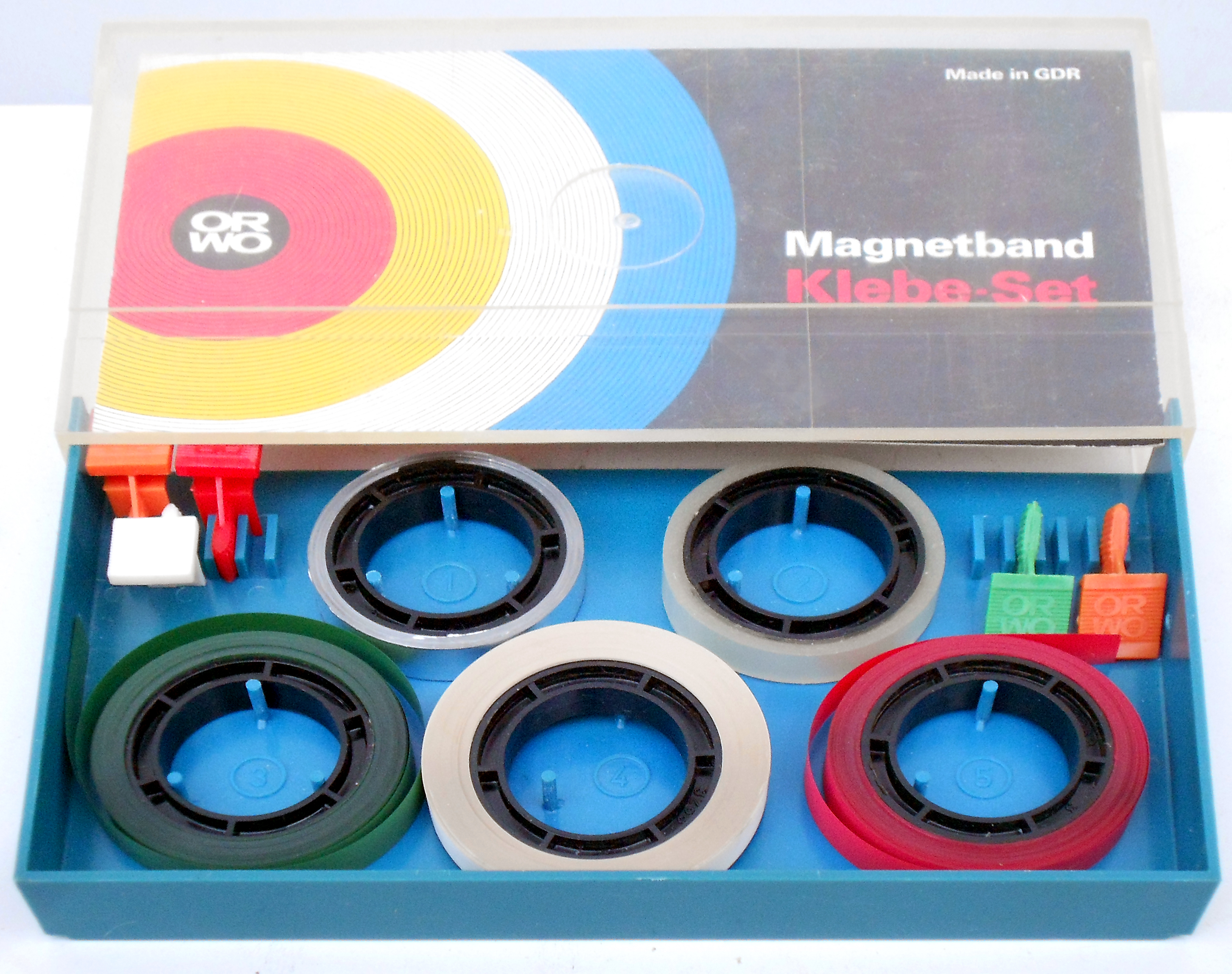
Reparatur- und Markierungsset für Magnettonbänder von ORWO Wolfen

Für den professionellen Einsatz werden die Geschwindigkeiten und Aufnahmemodi durch eine international genormte Farbgebung der Vorspannbänder gekennzeichnet. In Tonstudios werden beispielsweise 7,5 Zoll bzw. 19 cm/s für Stereoaufnahmen ohne Timecode mit blau-weißem Vorspannband gekennzeichnet. Nur blau wird für Monoaufnahmen verwendet, im Rundfunk aber nur für Sprachaufnahmen. Stereoaufnahmen mit 15 Zoll bzw. 38 cm/s werden mit rot-weißem und bei Timecode-Verwendung mit rot-weiß-schwarzem Vorspannband gekennzeichnet (Rundfunk-Standard). Daneben gibt es noch spezielle Farbgebungen, falls eine Rauschunterdrückung wie z. B. Telcom c4 oder Dolby A bei der Aufnahme eingesetzt wurde, Transparentbänder für die Lichtschrankenabschaltung und gelbe Bänder als optische Trenner (etwa zwischen den Interviewsequenzen beim Rundfunk). Zoll ist hier die internationale Maßeinheit.
Bänder für den Heimgebrauch tragen an einem Ende ein grünes („Anfang“) und am anderen ein rotes Vorspannband. Zwischen Vorspannband und eigentlichem Tonband kann ein Schaltband aus elektrisch leitendem Material eingefügt sein, das auf entsprechend ausgestatteten Geräten einen Transportstopp auslöste.
Das Vorspannband an den Bandenden von Kompaktkassetten ist im Wickelkern kraftschlüssig durch ein radial eingepresstes prismatisches Klemmstück verankert. Das Klemmstück hält axial kraft- und radial formschlüssig und kann somit axial herausgezogen werden. Das Vorspannband hat folgende Funktionen: Zum einen federt es den Endanschlag beim schnellen Vor- oder Rücklauf elastisch ab; dies ist umso wichtiger, je dünner das in der Kassette benutzte Tonband ist. Daneben ist für den Nutzer beim Handling der Kassette zu erkennen, wenn das Band ganz am Anfang bzw. Ende steht. Bisweilen wurden Kassetten damit beworben, dass das verwendete Vorspannband den Tonkopf reinigen soll.

## Vormagnetisierung
Die Magnetisierbarkeit ferromagnetischer Substanzen ist von ihrem Vorzustand abhängig (Hysterese). Daher wird das Band vor der Aufnahme zunächst gelöscht (d. h. entmagnetisiert). Zur Magnetisierung der Partikel in der Schicht muss die Feldstärke eine gewisse Schwelle (Koerzitivfeldstärke) überschreiten. Dazu wird durch den Aufnahmekopf (Sprechkopf SK) neben dem Audiosignal (Sprechstrom) ein hochfrequenter Wechselstrom – die sogenannte Vormagnetisierung (engl. Bias) – geschickt. Die Vormagnetisierungsfrequenz beträgt ca. 70 kHz oder mehr und vermag die magnetischen Partikel des Bandes innerhalb der Breite des Luftspaltes des Aufnahmekopfes komplett stochastisch magnetisiert zu hinterlassen. Die Vormagnetisierung bei der Aufnahme ist wesentlich schwächer und sorgt dafür, dass die Hysteresekurve der vor dem Spalt befindlichen Schichtpartikel durchlaufen wird. Wenn die Partikel über die Spaltkante gelangen, nimmt die Feldstärke schnell ab, so dass der (aus Sicht der Schichtpartikel quasistationäre) Sprechstrom die endgültige Magnetisierung eines jeden Partikels in der Schicht bestimmt.
Der Löschkopf als Induktivität ist Teil des Hochfrequenzoszillators, der auch für die Vormagnetisierung benutzt wird.
Bei Radiorekordern kann bei Aufnahme einer Rundfunksendung im Mittelwellenbereich ein störendes Pfeifen auftreten, falls Harmonische der Frequenz des Löschgenerators nahe an der Frequenz des empfangenen Senders oder des Empfängeroszillators liegen. Um das zu vermeiden, verfügen solche Geräte über eine oft mit FU (Frequenzumschaltung) oder Beat Cut bezeichnete Taste, welche die Löschfrequenz geringfügig ändert.
Früher und besonders bei minderwertigen Geräten wurde die Löschung und Vormagnetisierung auch mit Gleichstrom vorgenommen. Das war mit Nachteilen verbunden: die Frequenz- und Amplitudenlinearität war schlechter (stärkere Verzerrungen), der magnetisierte Kopf konnte Aufnahmen anlöschen. (Anlöschen bedeutet, dass die Qualität der Aufnahmen nachlässt. Insbesondere treten ein Höhenverlust und ein verminderter Rauschabstand auf.) Gleichstrom-Vormagnetisierung war daher später nur in Anrufbeantwortern oder Diktiergeräten anzutreffen.
Zu Ende der Magnetbandära wurde die dynamische Vormagnetisierung entwickelt. Diese verbesserte die Höhenaussteuerbarkeit und damit die Höhendynamik bei kleinen Wellenlängen, also geringen Bandgeschwindigkeiten deutlich. Davon wird bei der Produktion von Musik-Cassetten Gebrauch gemacht.
Dolby-HX bzw. das verbesserte, von Bang & Olufsen entwickelte Dolby HX PRO trugen zur subjektiven Rauschunterdrückung bei.

### Frischband und Löschband
Als Frischband, im Jargon auch „jungfräuliches“ Band, bezeichnet man im Hörfunk und in der Tonstudiotechnik ein fabrikneues, noch nie bespieltes Band.
Als Löschband bezeichnet man ein bereits bespielt gewesenes Band, das gelöscht und wieder neu bespielt werden kann.

## Spule oder Teller
Das Band wird beim Lagern auf Spule beidseitig geschützt. In der Praxis verformen sich die Spulen jedoch häufig, die Spulen werden nach innen gebogen und schaben beim Wickeln auf der Kante des Bandes.
Im professionellem Bereich wird bei Viertelzollband daher oft auf Spulen verzichtet: Das Band sitzt auf einem AEG-Wickelkern (Bobby) und liegt auf einem Metallteller, die aufgerauhte Innenseite verhindert, dass die äußeren Wicklungen abrutschen – sofern die notwendige Vorspannung gehalten wird. Tatsächlich berührt das Band den Teller oft nicht; man kann problemlos ein Blatt Papier dazwischen schieben.
Die Bänder werden stehend in Schachteln gelagert. Auch für Kassetten und Spulen ist die stehende Lagerung zumindest empfohlen.

## Dehnungsschutz
Durch Längsdehnung von Tonbändern werden Aufnahmen verfälscht; Musik verliert Höhen und Sprache scheint zu 'leiern'. Bei professionellen Bändern wird deshalb eine Schicht aus gerichteten Fasern aufgebracht: Diese verhindert eine Dehnung bis zu Kräften unterhalb der Streckgrenze. Darüber wirft das Band Falten – und ist damit eindeutig unbrauchbar.

## Archivierung
Die Magnetbänder unterliegen einem chemischen Alterungsprozess und werden mit der Zeit mechanisch instabil. Auch die Magnetisierung wird mit der Zeit schwächer.
Zum Archivieren werden Tonbänder in klimatisierten Räumen aufbewahrt. Sie waren anfänglich empfindlich gegenüber Temperaturschwankungen und Feuchtigkeit. Mit der Weiterentwicklung von Acetyl-Cellulose, über PVC hin zum Polyester-Trägermaterial wurde dieses Problem fast gelöst. Eine Qualitätsminderung der Aufnahmen kann durch unbeabsichtigte Magnetisierung wie etwa magnetisierte Wiedergabeköpfe oder die Aufbewahrung in der Nähe von nicht ausreichend abgeschirmten Lautsprechern etc. entstehen. Zudem kann es zum Kopiereffekt kommen. Dabei magnetisieren laute Bereiche des Bandes durch eine Bandlage hindurch dort ggf. befindliche leise Bandstellen oder Pausen, sodass man solche Stellen eine Windung davor oder danach bereits leise hören kann.

## Länge und Laufzeit gängiger Tonbänder
Neben der Bandlänge bzw. der Spulengröße ist die Stärke („Dicke“) des Tonbandes ein entscheidender Faktor, der sich auf die Kapazität der Spulen auswirkt. Unterschieden nach der Bandstärke befanden sich verschiedene Typen von Band auf dem Markt:
NormalbandBandstärke 50 µm. Dieser Typ wird im Studio eingesetzt. Die Stärke bietet eine hohe mechanische Festigkeit und komfortables Schneiden und Kleben.
LangspielbandBandstärke 35 µm. Damit erreicht man gegenüber Normalband eine um etwa Faktor 1,5 größere Spulenkapazität. Dieser Bandtyp wird besonders im Hobbybereich verwendet.
DoppelspielbandBandstärke 25 µm. Hiermit lässt sich die Spulenkapazität gegenüber Normalband verdoppeln.
DreifachspielbandBandstärke 18 µm. Es bietet fast dreifache Spulenkapazität gegenüber Normalband, muss jedoch sehr vorsichtig gehandhabt werden, da es leicht dehnt, knickt oder reißt.
Doppel- und Dreifachspielband wurden üblicherweise auf kleineren Spulen verkauft und waren insbesondere bei ihrer Markteinführung hauptsächlich für die Anwendung auf tragbaren Tonbandgeräten gedacht. Daneben fanden sich auch Produkte auf dem Markt, deren Werte zwischen Lang- und Doppelspielband lagen. Von den wenigen verbliebenen Herstellern von Tonbandmaterial werden heute nur noch Normal- und Langspielband hergestellt.
Bandlängen bei unterschiedlichen Spulengrößen und Bandarten
| Spulen-⌀ | Normalband | Langspielband | Doppelspielband | Dreifachspielband |
| -------- | ---------- | ------------- | --------------- | ----------------- |
| 13 cm    | 180 m      | 270 m         | 360 m           | 540 m             |
| 15 cm    | 240 m      | 360 m         | 480 m           | 720 m             |
| 18 cm    | 360 m      | 540 m         | 720 m           | 1080 m            |
| 26,5 cm  | 720 m      | 1080 m        | 1440 m          | 2160 m            |

Es ist dabei zu beachten, dass nicht jeder Bandtyp auf jedem Spulentyp verfügbar war. Auf 26,5-cm-Spulen wurden üblicherweise nur Normal- und Langspielband angeboten.
Laufzeiten bei unterschiedlichen Bandlängen und Bandgeschwindigkeiten
| Bandlänge | 4,76 cm/s | 9,53 cm/s | 19,05 cm/s | 38,1 cm/s |
| --------- | --------- | --------- | ---------- | --------- |
| 180 m     | 63 min    | 31 min    | 16 min     | 8 min     |
| 240 m     | 84 min    | 42 min    | 21 min     | 10 min    |
| 270 m     | 95 min    | 47 min    | 24 min     | 12 min    |
| 360 m     | 126 min   | 63 min    | 31 min     | 16 min    |
| 480 m     | 168 min   | 84 min    | 42 min     | 21 min    |
| 540 m     | 189 min   | 94 min    | 47 min     | 24 min    |
| 720 m     | 252 min   | 126 min   | 63 min     | 31 min    |
| 1080 m    | 378 min   | 189 min   | 94 min     | 47 min    |
| 1440 m    | 504 min   | 252 min   | 126 min    | 63 min    |
| 2160 m    | 756 min   | 378 min   | 189 min    | 94 min    |

## Hersteller von Bandmaterial
Bedeutende Hersteller von Tonbandmaterial waren oder sind:
- Agfa-Gevaert
- Agfa, Wolfen, in der DDR ORWO, von 1943 bis 1998
- BASF, 1997 an EMTEC Consumer GmbH, 2012 an RMG International, ab 2015 RTM Industries SAS („Recording The Masters“)
- Fujifilm
- Maxell (Hitachi)
- Philips
- Imation (ehemals 3M, Produktname Scotch)
- Sony
- TDK